# Parodia ottonis
Parodia ottonis är en kaktusväxtart som först beskrevs av Johann Georg Christian Lehmann, och fick sitt nu gällande namn av Nigel Paul Taylor. Parodia ottonis ingår i släktet Parodia och familjen kaktusväxter.

## Underarter
Arten delas in i följande underarter:
- P. o. horstii
- P. o. ottonis

## Bildgalleri

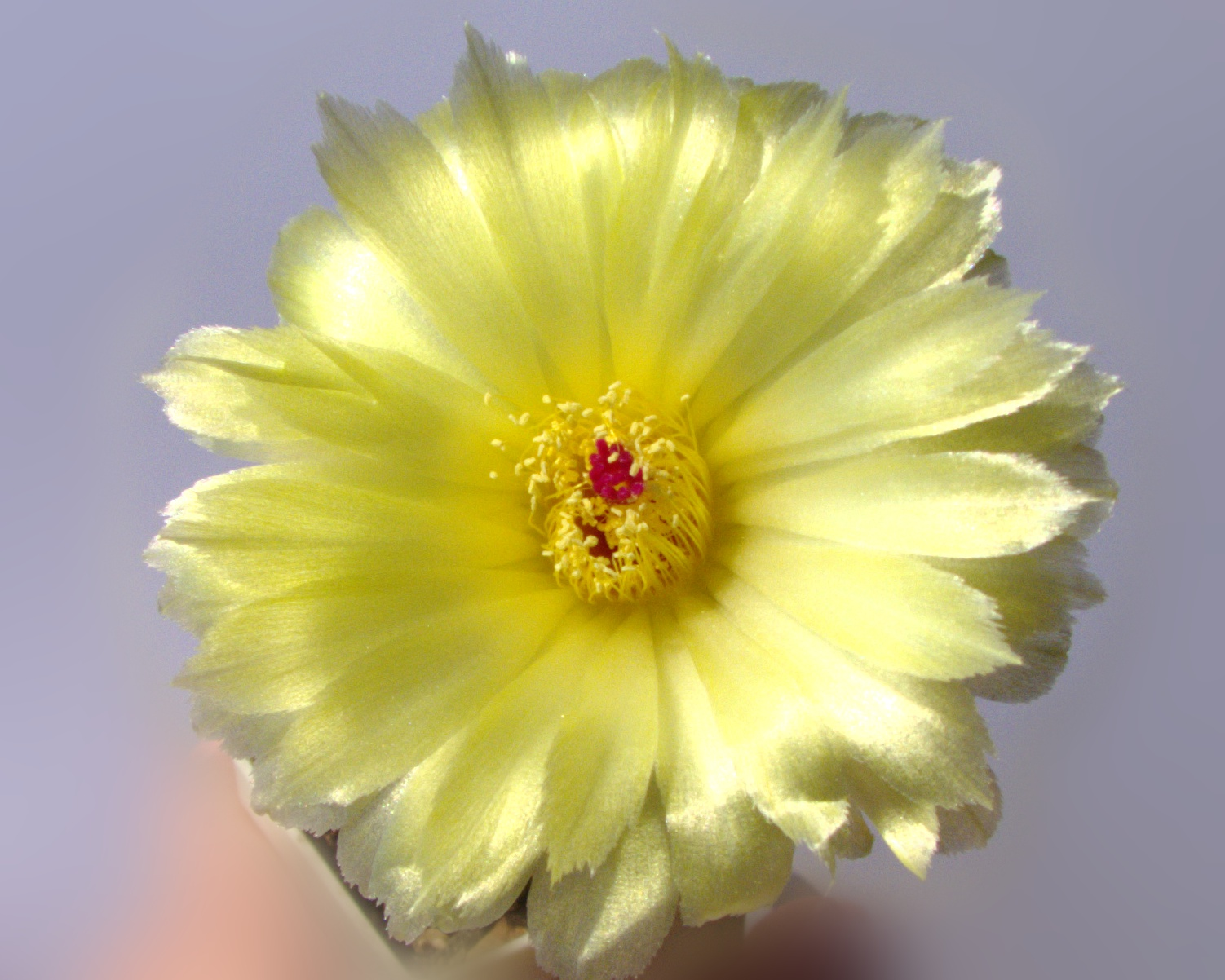
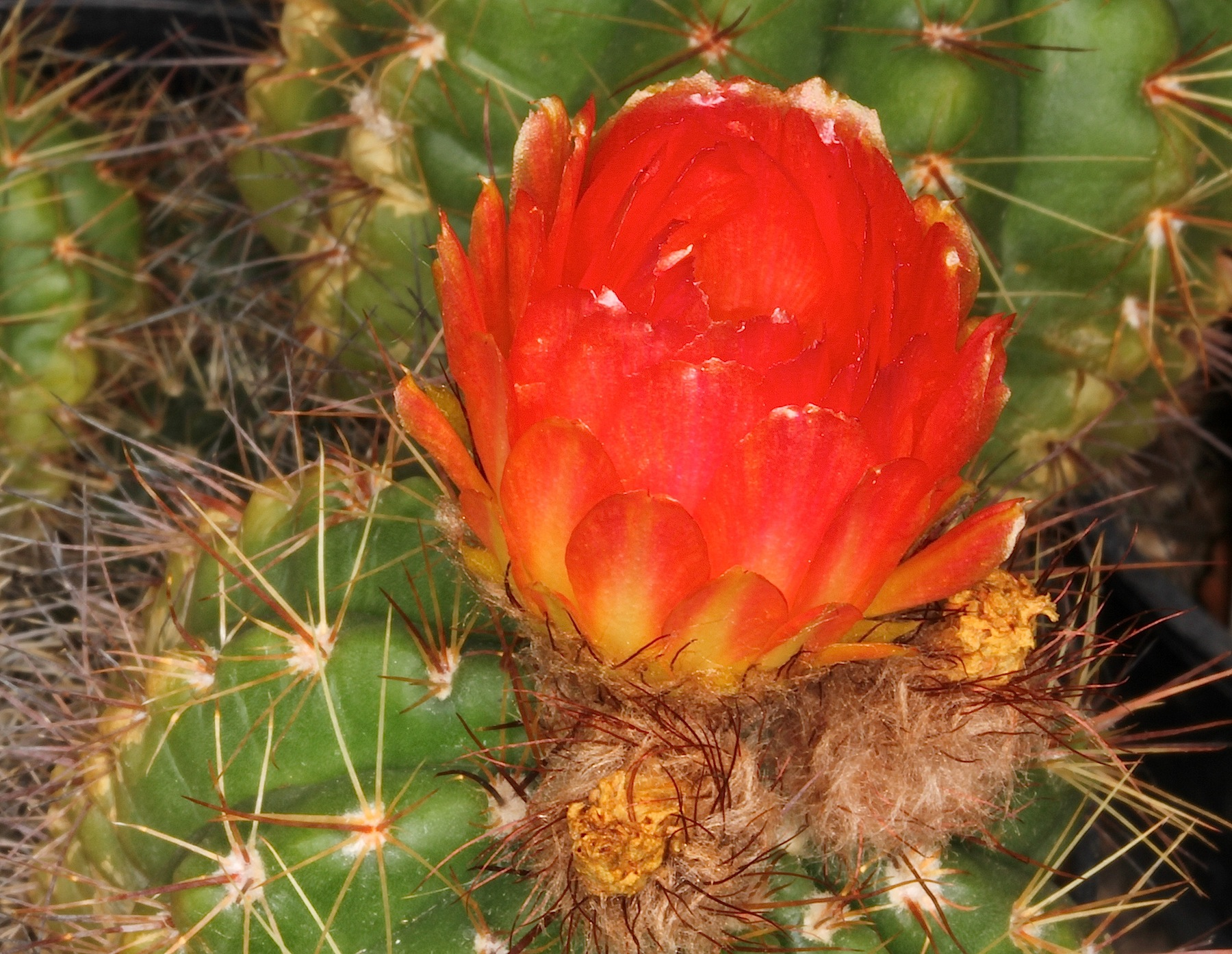
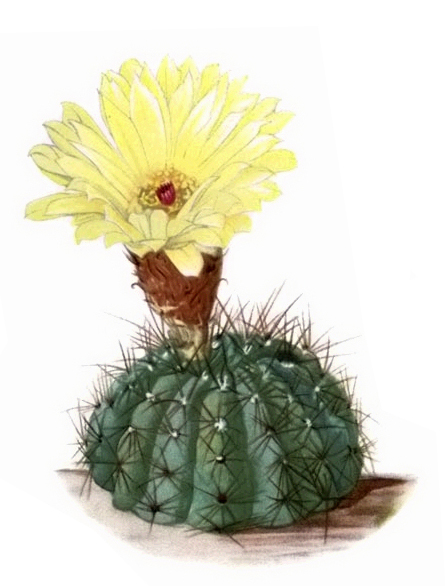
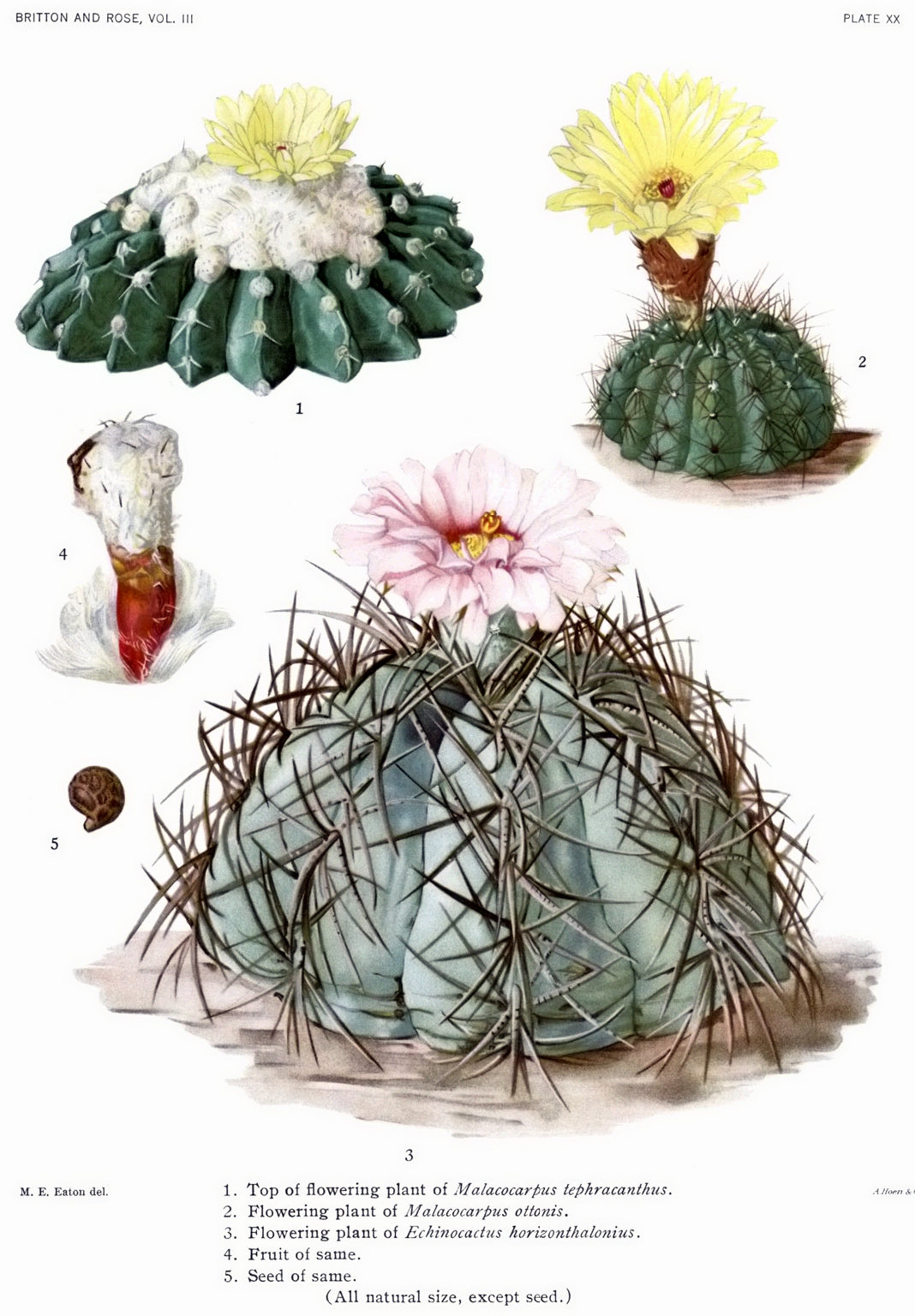
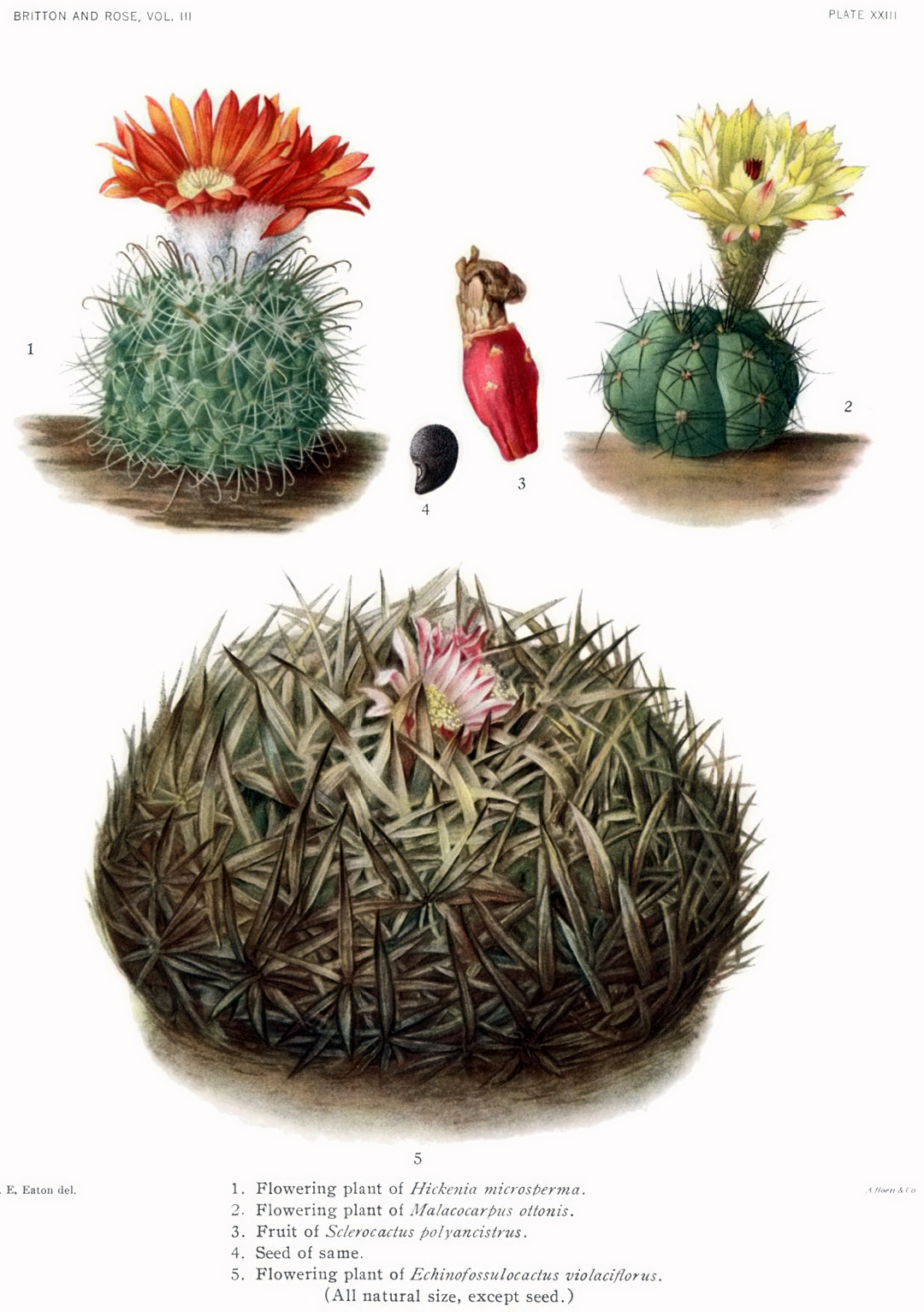
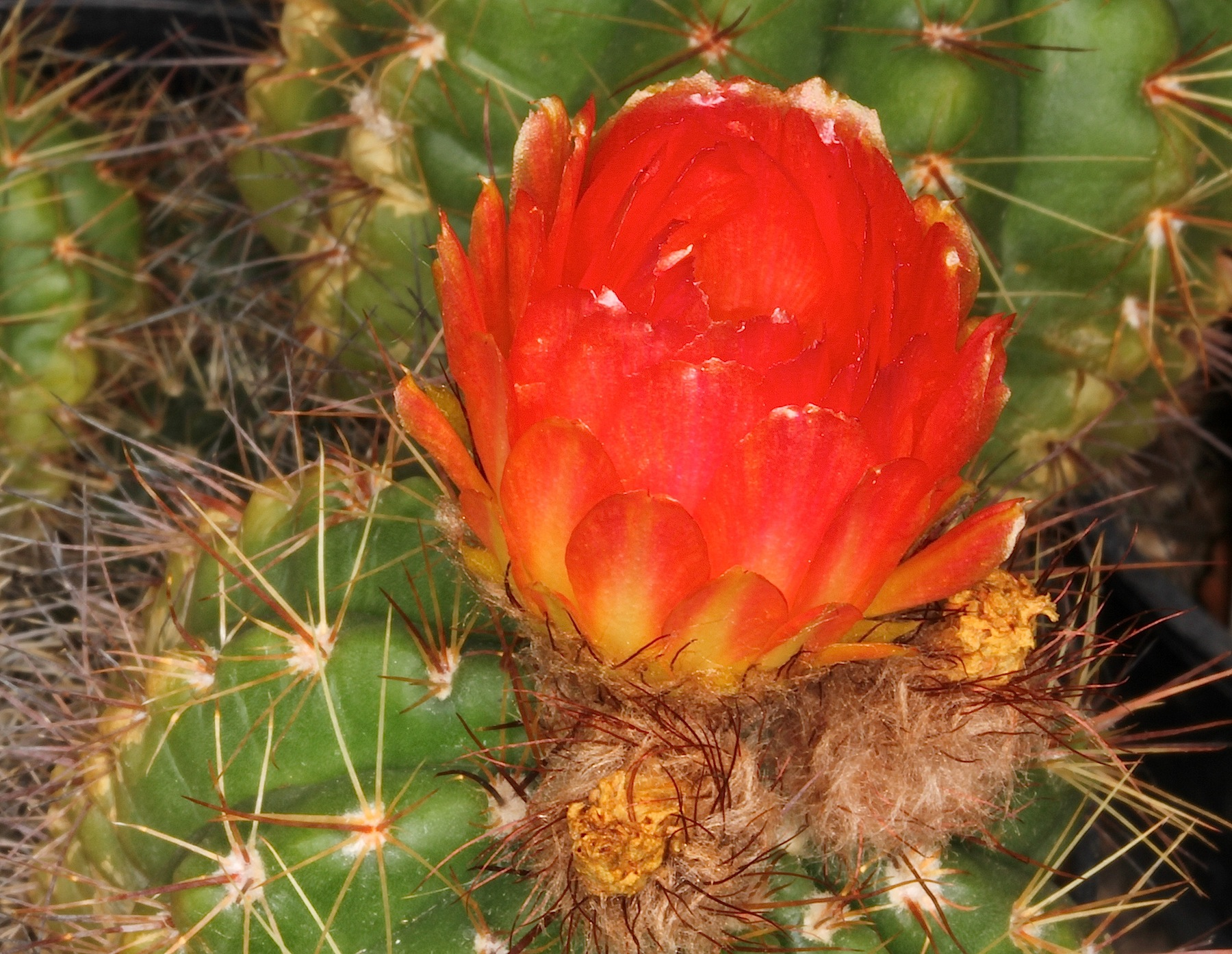